# Mesquita nº 11
A Mesquita nº 11, também conhecida como Masjid Al-Quran, era uma mesquita localizada no bairro de Dorchester, em Boston, Massachusetts. O edifício ganhou destaque no final da década de 1950, quando foi alugado pela Nação do Islã e colocado sob a direção de Malcolm X, que era ministro lá e nas Mesquitas nº 7 e nº 12 até que ele trocou a religião pelo islamismo sunita em 1964.

## História
Anteriormente usada como sinagoga, os números 35 e 37 da Intervale Street foram comprados em 1957, para servir como Templo nº 11 da Nação do Islã em 1962 (todos os locais da Nação do Islã foram inicialmente chamados Templos; a NOI mais tarde mudou para o termo mesquita). A mesquita foi posteriormente transferida para o número 2508 da North Broad Street.
Em 1952, Malcolm X tornou-se ministro na Mesquita nº 11. Louis Farrakhan também foi ministro na Mesquita nº 11, e a casa de número 37 na Intervale Street tornou-se seu alojamento. Também foi considerada uma casa de Malcolm X.
Quando Malcolm X deixou a Nação do Islã em 1964, ele fundou uma mesquita sunita chamada Muslim Mosque, Inc..